# Roberto de Troyes
Roberto de Troyes (?- 950) foi visconde de Autun.

## Relações familiares
Foi filho de Guerner de Troyes, conde de Troyes e de Tiberga de Arles.
Casou com Ingeltrude de Dijon de quem teve:
1. Lamberto de Chalon (930 - 22 de fevereiro de 978) casado com Adelaide de Vermandois, Senhora de Donzy, filha de Roberto I de Vermandois, conde de Vermandois e de Troyes e de Adelaide Werra de Borgonha, Condessa de Châlons e de Beaune.